# Robert Girardet
Robert William Girardet (* 11. Mai 1893 in Paris; † 1. März 1977 in Neuilly-sur-Seine) war ein französischer Segler.

## Erfolge
Robert Girardet nahm an den Olympischen Spielen 1924 in Paris in der 8-Meter-Klasse als Crewmitglied der französischen Yacht Namousse teil. Die Namousse erreichte als eines von drei Booten das Finale der in Le Havre stattfindenden Regatta und erzielte dort wie das von Ernest Roney angeführte britische Boot Emily fünf Punkte hinter den Olympiasiegern aus Norwegen auf der Béra, die beide Finalläufe gewannen. Im Stechen um die Silbermedaille setzten sich die Briten schließlich gegen die Namousse durch, womit Girardet und die übrigen Crewmitglieder Georges Mollard, André Guerrier und Pierre Gauthier sowie Skipper Louis Charles Breguet die Bronzemedaille erhielten.